# Wilhelm Adam
Wilhelm Adam (n. 28 martie 1893, Eichen, astăzi inclusă în Nidderau - d. 24 noiembrie 1978, Dresda) a fost ofițer Wehrmacht, colonel (1942); lider politic și militar al Republicii Democratice Germane, general-maior în Armata Populară Națională (în germană Nationale Volksarmee, NVA)(1977).

## Biografie
S-a născut în familia unui țăran bogat. În anii 1908-1913 a studiat la seminarul din Schluchtern. Pe 1 octombrie 1913, s-a înrolat ca voluntar în Compania a 5-a a Regimentului de  Infanterie 88. După primul război mondial a studiat la universitatea din Frankfurt pe Main. În 1923, Adam a aderat la Partidul nazist, a participat la „puciul de la berărie”, iar în 1926 a trecut la Partidul German al Poporului (DVP - Deutsche Volkspartei), care avea o orientare de extrema dreaptă. A devenit membru în batalioanele de asalt SA (Sturmabteilung), organizația paramilitară a Partidului Nazist. Membrii acesteia erau porecliți „cămășile brune”.

## Al doilea război mondial
Născut în 1893, Adam a participat în perioada 1908-1913 la colegiul de pregătire a cadrelor didactice din Schlüchtern. Adam și soția lui aveau doi copii, o fiică și un fiu. Fiul său a fost ucis în Franța la începutul celui de-al doilea război mondial, la 16 mai 1940.
La 31 ianuarie 1943, fiind colonel, Adam a fost capturat de armata sovietică după predarea la Stalingrad, unde a fost interogat de Nikolay Dyatlenko. În timp ce era prizonier de război, sa dus la Școala Centrală Antifa (adică antifașistă) de la Krasnogorsk și a devenit membru al Comitetului Național pentru o Grănicie Liberă.
Adam a avut diferite funcții în armata germană, iar în 1941 a devenit adjutantul generalului Friedrich Paulus.

## Prizonierat
Adam a participat la Bătălia de la Stalingrad, de unde a fost dus în prizonieratul sovietic. Adam a fost unul din fondatorii, pe teritoriu Uniunii Sovietice, ai Comitetului Național Germania Liberă, promovat de sovietici ca instrument de propagandă și luptă împotriva lui Hitler și a nazismului. În Germania, regimul nazist l-a condamnat la moarte, în contumacie, pe Wilhelm Adam.

## Activitate politică în perioada postbelică
După război, Adam a fost cofondator al partidului National-Demokratische Partei Deutschlands, prescurtat NDPD (Partidul Național-Democrat al Germaniei), constituit cu un an înaintea proclamării Republicii Democrate Germane și echivalent aparent al Partidului Național Democrat German (NPD) din Republica Federală Germania, partid de extrema dreaptă. Însă în zona de ocupație sovietică, devenită din 1949 RDG, NDPD-ul era subordonat forței politice unice, care era Partidul Unității Socialiste, aidoma celorlalte partide ale „blocului” („Blockparteien”): Partidul Liberal (LDPD) și cel Creștin-Democrat (CDU). (În Germania de est, Partidul Social-Democrat fuzionase cu Partidul Comunist în 1946). Tolerarea acestor partide era menită să întrețină propagandistic iluzia pluripartitismului.
În perioada 1949-1963, Wilhelm Adam a fost deputat în parlamentul est-german numit „Camera Poporului” (Volkskammer). Adam a fost activ în „Armata națională populară” (Nationale Volksarmee, NVA) și în „poliția populară” (Volkspolizei, DVP sau VP) din RDG. În 1977, la cea de-a 28-a aniversare a RDG, Adam a primit gradul de general-maior.
Wilhelm Adam a murit la 24 noiembrie 1978 în Dresda. 